# اچ‌ام‌اس تتکوت (ال۹۹)
اچ‌ام‌اس تتکوت (ال۹۹) (به انگلیسی: HMS Tetcott (L99)) یک کشتی بود که طول آن ۸۵٫۳ متر (۲۷۹ فوت ۱۰ اینچ) بود. این کشتی در سال ۱۹۴۱ ساخته شد.